# ماري مورا (لاعبة ألعاب قوى كينية)
ماري مورا (مواليد 15 يونيو 2000) رياضية كينية متخصصة في سباق 800 متر. فازت بالميدالية الذهبية في بطولة العالم لألعاب القوى 2023، والميدالية البرونزية في بطولة العالم لألعاب القوى 2022، والميدالية الذهبية في دورة ألعاب الكومنولث 2022.

## الخلفية
تيتمت مورا في الثانية من عمرها بعد وفاة والدها ثم والدتها. نشأت مع جديها في كيسي غرب كينيا. فازت بمنحة تعليمية بفضل رياضة الجري.

## المسيرة المهنية
تخصصت مورا في سباق 400 متر حتى عام 2021. وشاركت لأول مرة دوليًا في بطولة العالم تحت 18 عامًا لألعاب القوى 2017 في نيروبي، وفازت بالميدالية الفضية في السباق مسجلةً أفضل زمن شخصي لها وهو 53.31 ثانية. وفي العام التالي، حققت اللاعبة البالغة من العمر 18 عامًا المركز الخامس في سباق 400 متر سيدات لألعاب القوى 2018 على نفس المسافة في بطولة العالم تحت 20 عامًا لألعاب القوى 2018 التي أقيمت في تامبيري، فنلندا، مسجلةً أفضل زمن لها وهو 52.85 ثانية في التصفيات.
في عام 2019، فازت ببطولة أفريقيا تحت 18 و20 عامًا في ألعاب القوى في سباق 400 متر، ولقب بطولة أفريقيا تحت 20 عامًا للكبار، وحصلت على المركز الرابع في ألعاب القوى في دورة الألعاب الأفريقية 2019 التي أقيمت في الرباط، المغرب. وصلت إلى نصف نهائي بطولة العالم لألعاب القوى 2019 - 400 متر سيدات في منافساتها الفردية في بطولة العالم لألعاب القوى 2019 بالدوحة. وكان أفضل رقم لها هذا الموسم 51.75 ثانية. وشاركت لأول مرة في سباق 800 متر في ذلك العام.
انتقلت مورا إلى سباق 800 متر في عام 2020، ومثلت كينيا في الألعاب الأولمبية الصيفية 2020 المؤجلة في عام 2021 في طوكيو، اليابان حيث تنافست في هذا الحدث، حيث خرجت من الدور نصف النهائي بزمن قدره 2:00.47.
في يوليو 2022، فازت مورا بالميدالية البرونزية في سباق 800 متر في بطولة العالم في يوجين، أوريغون، مسجلة أفضل رقم شخصي لها وهو 1:56.71 خلف أثينغ مو (1:56.30) وكيلي هودجكينسون (1:56.38). في الشهر التالي هي فازت بالميدالية الذهبية في الحدث في ألعاب الكومنولث 2022  في برمنغهام بعد فوزها على هودجكينسون في النهائي. انتقلت من المركز الأول إلى الأخير ثم عادت إلى المركز الأول في ذلك السباق. في سبتمبر أصبحت مورا بطلة سباق 800 متر في الدوري الماسي 2022 بعد فوزها بالنهائي في زيورخ.

## حياتها الشخصية
هي ابنة عم العداءة الكينية سارة مورا.

## الإنجازات

### أفضل الأرقام الشخصية
- 400 متر – 50.38 (نيروبي 2023) رقم وطني
- 800 متر – 1:56.03 (بودابست 2023)
  - 800 متر داخل الصالات – 2:00.61 (ليفين 2023)